# Mazda Xedos 6
La Xedos 6 (appelée Eunos 500 au Japon) est une berline du constructeur automobile japonais Mazda, construite sur la plateforme technique de la Mazda 626 de quatrième génération.
Il s'agit d'une tentative de "premiumisation" de Mazda pendant les années 1990. Après la création des labels de luxe de Honda (Acura), Nissan (Infiniti) et Toyota (Lexus), Mazda se décide à son tour à développer une gamme de produits "premium" et de luxe. Sans pour autant en faire une marque à part puisque les Xedos resteront badgées Mazda. Et sans internationaliser cette appellation puisque les Xedos sont appelées Eunos au Japon.
La Xedos 6 est le premier maillon d'une chaîne qui devait être assez longue mais n'ira pas au-delà de la Xedos 9, vendue, elle, à partir de 1994. À l'origine, Mazda souhaitait aller beaucoup plus haut en gamme et une Xedos 12 équipée de V8 voire de V12 était au menu. Mais les scores de ventes très vite décevants des Xedos et des différentes tentatives de Mazda pour créer des labels premium (Autozam, Anfini et Eunos au Japon) mettent rapidement un terme à ces ambitions.
- La gamme

La Xedos 6 est présentée à l'automne 1991 au Japon et au printemps 1992 en Europe. Sa commercialisation en France intervient à l'automne suivant. La Xedos 6 est alors équipée d'un V6 de 2 litres. Soit un moteur plus petit que le V6 (2,5 litres) qui équipe la nouvelle 626 et au-dessus de laquelle la Xedos est censée se placer dans la gamme. Elle propose en revanche 3 ans d'entretien gratuit, ce que ne fait pas la 626...
Au Japon, la Xedos 6 se décline avec trois moteurs : un 4 cylindres 1,8 litre et deux V6, l'un de 1,8 litre, l'autre de 2 litres. Pas de 2,5 litres non plus, donc, sur ce marché.
- Sa carrière

Jugée plutôt élégante à sa sortie, bien que poussant loin la culture du "bio-design" de l'époque qui consiste à supprimer tous les angles vifs d'une carrosserie, la Xedos 6 peine à trouver ses clients. En France, Mazda en vendra 185 en 1992 (année partielle) puis 710 en 1993, sa première année pleine. Mais la diffusion chutera de moitié dès 1994.
En 1995, pour tenter de relancer la carrière de la Xedos 6 en France, Mazda importe un 4 cylindres 1,6 litre, qui en même temps met un peu un terme aux prétentions "premium" du modèle. D'autant que cette version, dépourvue d'airbag, fait même au début l'impasse sur l'ABS lorsque la boîte automatique est installée. Les performances sont évidemment à la baisse : 184 km/h en pointe au lieu de 214 pour la Xedos 6 V6, et 11,9 secondes pour le 0 à 100 km/h au lieu de 9,3. En automatique, la vitesse tombe de 201 à 175  et le 0 à 100 monte de 12 à 13,2 secondes.
Cette version 4 cylindres ne remplace toutefois pas le V6, et disparaîtra même dès 1997 du marché français, alors que le V6 restera au catalogue jusqu'à la fin de la production.
Malgré cette version économique, les ventes continueront de plonger : 245 exemplaires en 1995, 150 en 1996 et moins de 100 à partir de 1997. La Xedos 6 se retire sans bruit du marché en 1999. 1 873 exemplaires en auront été vendus en France.
Le succès n'ayant été au rendez-vous sur aucun des marchés, le duo Xedos 6 / Eunos 500 n'aura pas eu droit à une descendance.